# Упразднённые населённые пункты Железногорского района
Список упразднённых населённых пунктов Железногорского района Курской области:

## Включены в состав других населённых пунктов
| №  | Название           | Тип НП  | Дата включения           | Куда включён       |
| -- | ------------------ | ------- | ------------------------ | ------------------ |
| 1  | Алексеевский       | посёлок | 2008 год                 | город Железногорск |
| 2  | Верхние Радубичи   | деревня | между 1955 и 1986 годами | деревня Копёнки    |
| 3  | Волкова Слободка   | деревня | 1979 год                 | село Волково       |
| 4  | Ермолаевский       | посёлок | 28 сентября 1961 года    | город Железногорск |
| 5  | Панино             | деревня | 2008 год                 | город Железногорск |
| 6  | Платоновский       | посёлок | 2008 год                 | город Железногорск |
| 7  | Средние Радубичи   | деревня | между 1955 и 1986 годами | деревня Копёнки    |
| 8  | Тишимля            | деревня | между 1955 и 1986 годами | деревня Городное   |
| 9  | Трубичено          | деревня | 2008 год                 | город Железногорск |
| 10 | Хуторской          | посёлок | 2008 год                 | город Железногорск |
| 11 | Черняково          | деревня | 28 сентября 1961 года    | город Железногорск |
| 12 | Черняковские Горки | посёлок | 2008 год                 | город Железногорск |
| 13 | Яблоновский        | посёлок | 2008 год                 | город Железногорск |

## Упразднённые населённые пункты
| №  | Название        | Тип НП  | Дата упразднения     |
| -- | --------------- | ------- | -------------------- |
| 1  | Агрономический  | посёлок | 1973 год             |
| 2  | Андреевка       | деревня | 1980-е годы          |
| 3  | Андреевский     | посёлок | до 1992 года         |
| 4  | Большой Дуб     | посёлок | 1942 год (?)         |
| 5  | Бугры           | посёлок | 22 апреля 1976 года  |
| 6  | Горки           | посёлок | 22 апреля 1976 года  |
| 7  | Гремячье        | деревня | 1973 год             |
| 8  | Звезда          | посёлок | после 1955 года      |
| 9  | Комарой         | посёлок | 9 января 1992 года   |
| 10 | Красная Поляна  | посёлок | до 1992 года         |
| 11 | Курбакино       | деревня | конец 1980-х годов   |
| 12 | Кутырки         | посёлок | 14 октября 1971 года |
| 13 | Лужки           | село    | 1990-е годы          |
| 14 | Лунинский       | посёлок | 22 апреля 1976 года  |
| 15 | Малофеевский    | посёлок | 13 апреля 1978 года  |
| 16 | Медовый         | посёлок | 1973 год             |
| 17 | Моховое         | деревня | 1973 год             |
| 18 | Муравейный      | посёлок | 14 октября 1971 года |
| 19 | Новоандреевский | посёлок | 20 ноября 1986 года  |
| 20 | Новогодник      | посёлок | 1973 год             |
| 21 | Семёновский     | посёлок | 1973 год             |
| 22 | Сергеевский     | посёлок | 20 ноября 1986 года  |
| 23 | Смирновский     | посёлок | 20 ноября 1986 года  |
| 24 | Толбузево       | деревня | 1973 год             |
| 25 | Толчёное        | деревня | 14 октября 1971 года |
| 26 | Холстинка       | посёлок | 14 октября 1971 года |
| 27 | Чистое          | посёлок | до 1992 года         |